# 오창선
오창선(吳昌善, 1976년 6월 2일 ~ )은 전 KBO 리그 야구 선수의 투수이다.

## 출신학교
- 대전고등학교
- 홍익대학교 (1995학번)